# Hommes et plantes
 (octobre 2021).
Hommes et plantes est une revue trimestrielle  (ISSN 1163-4464) créée en 1992 afin de mieux faire connaître les idées et l'action de l'association du Conservatoire des collections végétales spécialisées (CCVS). La revue est écrite par des professionnels et des amateurs passionnés. Elle publie des reportages sur les collections végétales existantes en France et à l'étranger. Elle présente des témoignages de collectionneurs, des articles scientifiques et des reportages sur les végétaux dans leur biotope ou en collections. 
Hommes et plantes met en valeur l'histoire des hommes qui, parfois au péril de leur vie, sont partis chercher, partout à travers le monde, des plantes destinées à nourrir, soigner ou embellir l'environnement.

## Contenu
On retrouve régulièrement les sujets suivants :
- Collections : le monde des collectionneurs de plantes qui sauvent d'une mort certaine de nombreuses espèces (cahier central).
- Histoire : la vie mouvementée des botanistes, aventuriers du passé ou du présent, qui sont à l'origine de la richesse de notre patrimoine végétal.
- Paysage : des lieux réputés pour leur beauté et leur intérêt botanique. Environnement : des sites et des végétaux sont préservés pour maintenir la qualité de notre environnement.
- Jardins de ville, Jardins de collections : les villes qui développent un urbanisme végétal, en diversifiant leurs plantations et grâce à leur jardin botanique.
- Mémoire : chroniques qui nous racontent comment le destin des hommes fut et reste lié aux végétaux.
- Etranger : reportages sur les hommes et les plantes dans le monde.
- Culture : la place des plantes dans la peinture, la littérature, etc.
- Brèves et manifestations : les événements et les revues du monde végétal, ainsi que les fêtes des plantes dans votre région.

## Dossiers spéciaux
| Numéro | Date                        | Thème                         |
| ------ | --------------------------- | ----------------------------- |
| 26     | été 1998                    | L'Orléanais                   |
| 34     | été 2000                    | Les charmes de Melle          |
| 35     | automne 2000                | Serres courbes du Museum      |
| 37     | printemps 2001              | Le citron de Menton           |
| 42     | été 2002                    | Arbres remarquables de France |
| 52     | hiver 2004                  | Les orchidées                 |
| 53     | printemps 2005              | Les grands illustrateurs      |
| 61     | printemps 2007              | Madagascar                    |
| 78     | juillet-août-septembre 2011 | La mission Bougainville       |
| 90     | juillet-août-septembre 2014 | L'Egypte                      |
| 100    | janvier-mars 2017           | La botanique en Anjou         |